# Subhumans
I Subhumans sono un gruppo anarcho punk formato nel 1979 a Trowbridge, Wiltshire nel Regno Unito da Dick Lucas, che precedentemente aveva suonato in gruppi locali.
Dopo lo scioglimento dei Subhumans, Dick Lucas formò 2 gruppi quali i Culture Shock e i Citizen Fish.
Nonostante il loro scioglimento, i Subhumans, si riformano occasionalmente per alcuni tour.

## Formazione

### Formazione attuale
- Dick Lucas - voce, testi, piano
- Bruce - chitarra, seconda voce
- Grant Jackson - basso (1980 - 1983)
- Phil - basso (1983 - oggi)
- Trotsky - batteria

### Ex componenti
- Andy - batteria
- Herb - basso
- Polly - voce
- Steve Lucas - chitarra
- Ju - seconda voce

## Discografia

### Album in studio
- 1983 - The Day the Country Died (Spiderleg Records)
- 1984 - From the Cradle to the Grave (Bluurg Records)
- 1985 - Worlds Apart (Bluurg Records)
- 2007 - Internal Riot (Bluurg Records)
- 2019 - Crisis Point (Pirates Press Records)

### Album dal vivo
- 2004 - Live in a Dive: Subhumans (Fat Wreck Chords)
- 2004 - All Gone Live (Cleopatra)

### EP
- 1981 - Demolition War (Spiderleg Records)
- 1982 - Reasons for Existence (Spiderleg Records)
- 1982 - Religious Wars (Spiderleg Records)
- 1983 - Evolution (Bluurg Records)
- 1983 - Time Flies But Aeroplanes Crash (Bluurg Records)
- 1984 - Rats (Bluurg Records)

### Raccolte e partecipazioni
- 1985 - EP-LP (raccolta dei primi 4 EP, Bluurg Records)
- 1986 - 29:29 Split Vision (Bluurg Records)
- 1990 - Time Flies + Rats (Rats e Time Flies EP ristampati insieme, Bluurg Records)
- 1998 - Unfinished Business (tracce precedentemente non registrate, Bluurg Records)
- 2003 - Angry Songs and Bitter Words, traccia su un album compilation (cover di Tube Disasters [Flux of Pink Indians]) (Ruptured Ambitions Records)

### Apparizioni in compilation
- International P.E.A.C.E. Benefit Compilation
- Faster & Louder: Hardcore Punk, Vol. 2

## VHS
- 1998 - Birmingham Foundry (live at Birmingham Foundry, Barn End)